# Bresciai Szent Gaudentius
Bresciai Gaudentius (latinul: Gaudentius Brixiae, olaszul: San Gaudenzio di Brescia), (Brescia, 327 körül – Brescia, 410) ókeresztény író, Brescia püspöke 387 és 410 között. 
A Szentföldre zarándokolt, és itt érte a követség, hogy Brescia püspökévé választották Szent Philagriosz halála után. Gaudentius nem akarta elfogadni a magas méltóságot, de Szent Ambrus levele meggyőzte, hogy ne vonakodjon. Hazatérve alázatos püspökként kezdett el tevékenykedni: nem engedte, hogy életében leírják a beszédeit, pedig kitűnő szónok hírében állt. Fényes templomot emeltetett a Caesareában Nagy Szent Vazul két unokahúgától kapott 40 vértanú ereklyéinek. A templomot nagy ünnepélyességgel, számos püspök jelenlétében szentelte fel. A katolikus egyház szentként tiszteli, és október 25-én üli meg a tiszteletét.
Az utókorra maradt huszonegy húsvéti homíliája, amelyek központi témája az eukharisztia.